# Voerendaal (plaats)
Voerendaal (Limburgs: Voelender) is een dorp in het zuiden van de Nederlandse provincie Limburg en is de hoofdplaats van de gelijknamige gemeente. De kern en het buitengebied tellen ongeveer 8.400 inwoners.

## Geschiedenis

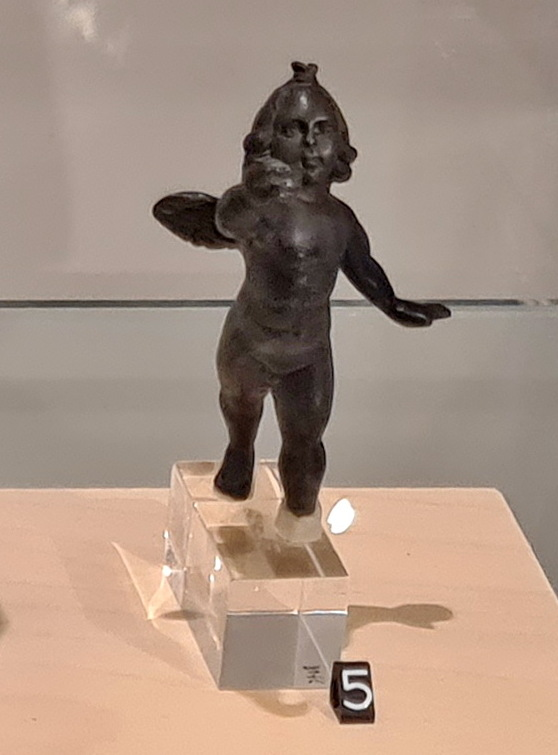
Romeins bronzen beeldje van Amor, gevonden te Voerendaal (Limburgs Museum, Venlo)

Het dorp heeft een geschiedenis die teruggaat tot de Romeinse tijd. Nabij de monumentale hoeve Ten Hove zijn bij diverse opgravingscampagnes de resten gevonden van wat waarschijnlijk de grootste Romeinse villa in Nederland was. Deze Villa Rustica was een agrarisch complex met een omvang van minimaal zes hectare, bestaande uit meerdere gebouwen. Het hoofdgebouw bezat een zuilengalerij van minimaal 130 meter lang, een apart badgebouw en mogelijk ook een tempel. Bij de diverse archeologische opgravingen werden zo'n 45.000 artefacten gevonden, waaronder veel bouwmateriaal, menselijke en dierlijke resten, enz., maar ook beeldjes, amforen, munten en sieraden. Ook na het vertrek van de Romeinen bleven delen van het complex in gebruik.
Het eerste geschrift waarin Voerendaal genoemd wordt is voor zover bekend een oorkonde van 20 juni 1065. In deze oorkonde staat een vermelding van de inwijding van de Sint-Laurentiuskerk door Paus Leo IX, die op 10 augustus 1049 zou hebben plaatsgevonden. De Sint-Laurentiuskerk is daarmee, voor zover bekend, de enige door een paus ingewijde kerk van Nederland.
Voerendaal was gedurende delen van de 11e eeuw en de 12e eeuw tot onbekende datum een religieus centrum voor een vrij groot gebied. Onder andere Kunrade, Ubachsberg en zelfs Heerlen behoorden destijds tot de parochie van Voerendaal. In Heerlen werd al gauw een nieuwe kerk gebouwd en de Sint-Pancratiusparochie opgericht; de andere dorpen volgden pas eeuwen later. Ook op bestuurlijk gebied was Voerendaal een centrum, waartoe van oudsher onder andere Ubachsberg en Kunrade behoorden.
Tussen 2016 en 2018 werd door een particulier met een metaaldetector een middeleeuwse muntschat ontdekt op een akker in Voerendaal. In en nabij een gebroken kruikje werden in totaal 942 munten uit de 13e en 14e eeuw aangetroffen, merendeels zilveren sterlingen van hertog Jan III van Brabant. Vermoedelijk is de schat rond 1331 begraven, de tijd van onder andere de Luiks-Brabantse oorlogen. Op een veiling in 2023 werd 50.000 euro geboden door een Amerikaanse verzamelaar, die de munten vervolgens schonk aan het Limburgs Museum in Venlo.
Op 10 maart 1745 werd de rechtsgeleerde Johan Hendrik Swildens (1745-1809) geboren in Voerendaal. Hij schreef onder andere het Vaderlandsch A-B boek voor de Nederlandsche jeugd (1781) en het Deugden-boekje (1813). Het laatste werk is een postume uitgave.

### Etymologie
De naam Voerendaal slaat waarschijnlijk op "dal aan de Voer". De Voer zou de benaming zijn geweest van een beek die vroeger door Voerendaal stroomde. Op een kaart uit 1789 wordt deze beek als de "Veurder Beek" vermeld en halverwege de 19e eeuw als "de Sprong". Een andere theorie is dat de naam is afgeleid van Furenthela, een Romeinse nederzetting waarvan onder andere de opgraving van Villa Rustica getuigt.
Een winkelcentrum met appartementen draagt de naam Furenthela als verwijzing naar deze nederzetting.

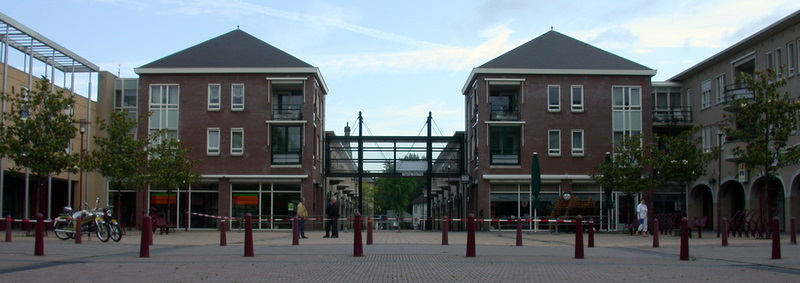
Furenthela Fase I, geopend in december 1999

## Natuur en landschap
Voerendaal ligt aan de rand van het Zuid-Limburgs Heuvelland, in het zuidelijk deel van het Bekken van Heerlen en het Geleenbeekdal aan de voet van het Plateau van Ubachsberg waar de Kunraderbreuk de grens vormt tussen het lage bekken en het hoge plateau. Ten zuiden van deze Kunraderbreuk en ten zuiden van Voerendaal ligt de Kunderberg, tevens natuurgebied. De hoogte van Voerendaal bedraagt ongeveer 95 meter. Het dorp is ontstaan aan de samenloop van Dammerscheiderbeek en de beek "de Sprong". Voerendaal is volledig aaneengegroeid met buurdorp Kunrade; de grens tussen de twee plaatsen is nauwelijks zichtbaar. Grofweg omvat Voerendaal het gedeelte dat zich ten noorden van de Kunostraat en de Wachtendonkstraat bevindt (tussen Raadhuisplein en de Parkstraat). Voerendaal heeft met zijn 3100 inwoners minder inwoners dan Kunrade met 3700, ondanks het feit dat Kunrade van oorsprong een gehucht is van Voerendaal.
Voerendaal vormt samen met Kunrade de overgang van het verstedelijkte gebied van Heerlen aan de oostelijke zijde naar het landelijke gebied aan de andere zijden. Het jonge karakter van het dorp komt vooral doordat in de 20e eeuw veel gebouwd is, in het begin door de steenkoolwinning in het gebied, maar ook na de mijnsluitingen van de laatste 2 steenkoolmijnen Julia in Eygelshoven en de Oranje Nassaumijn I te Heerlen in december 1974. Rond de eeuwwisseling is in de dorpskern tevens het volledig nieuwe winkelcentrum Furenthela gebouwd. Fase I van het kernplan werd in december 1999 opgeleverd. Fase II werd na jaren van juridische procedures pas in maart 2017 voltooid met de opening van een nieuwe Plus supermarkt aan het Kerkplein, de verhuizing van de Aldi supermarkt naar een geheel vernieuwd pand aan het Furenthelaplein per 19 mei 2017, de heropening van DA drogisterij Duysens en de opening van een Eyewish Opticiens filiaal, beiden in het volledig gerenoveerde historisch pand Dautzenberg aan het Kerkplein, per begin juni 2017. Voerendaal heeft vooral een woon-en forensenfunctie. Midden in het dorp ligt het in 2015 geheel opgeknapte Parkgebied 't Brook met een tweetal visvijvers. Ten noorden van Voerendaal ligt een groot golfterrein van Golf en Countryclub Hoenshuis.

## Bezienswaardigheden

### Kastelen

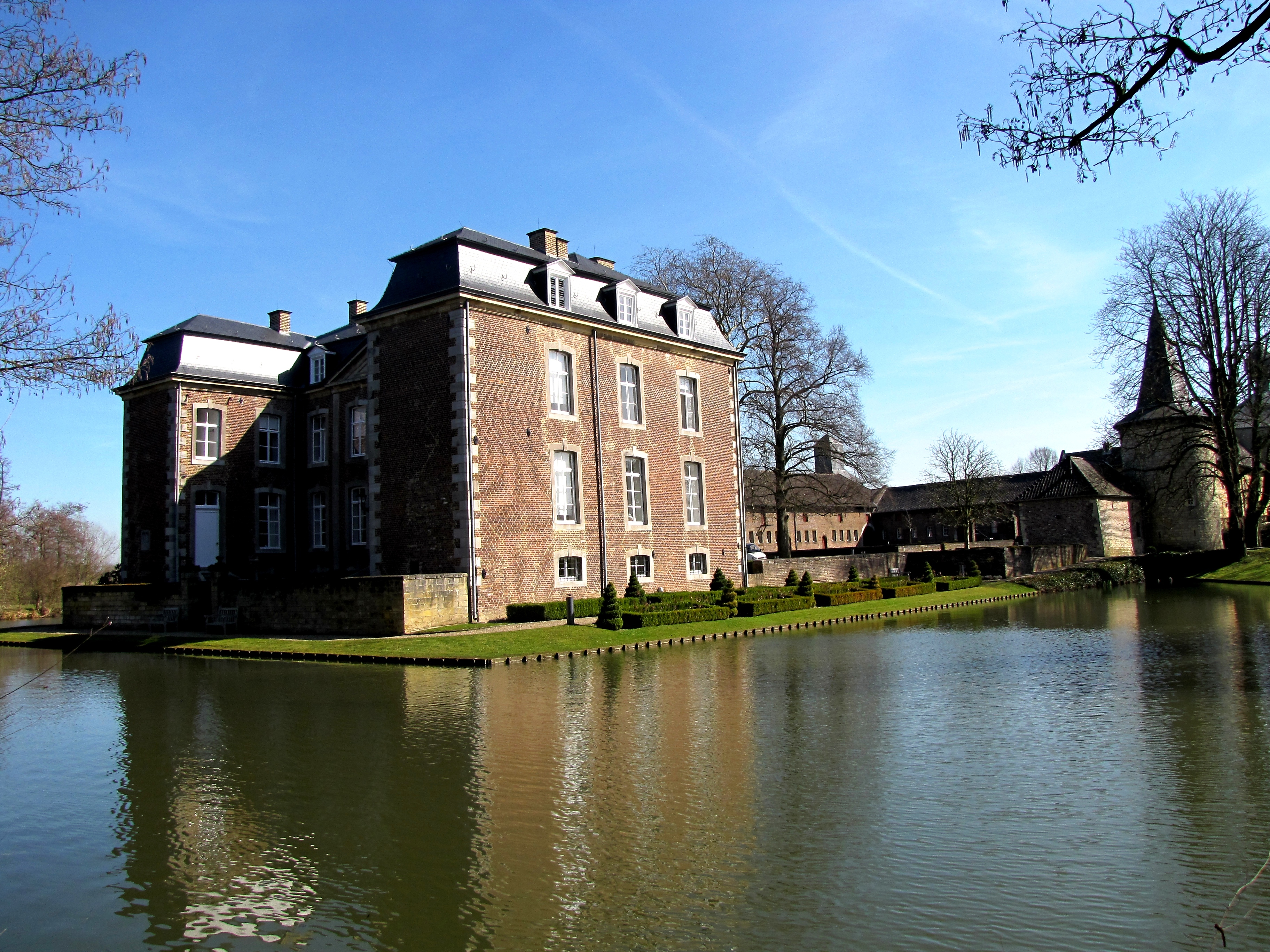
Kasteel Cortenbach

- Kasteel Cortenbach, ten oosten van het centrum
- Kasteel Haeren, ten westen van het centrum
- Kasteel Puth, ten noorden van het centrum
- Kasteel Rivieren, bij de buurtschappen Weustenrade en Retersbeek
- Kasteel Ter Worm (op grondgebied van de gemeente Heerlen).
- Hoenshuis, Hoensweg 17. Voormalig kasteel, nu gesloten hoeve.

### Overige bezienswaardigheden
- Sint-Laurentiuskerk, 11e eeuw en 1840.
- Heilig Hartbeeld, van 1923
- Mariakapel van 1938, wegkapel op de hoek Valkenburgerweg/Tenelerweg
- Sint-Barbarabeeld, de beschermheilige van de mijnwerkers
- Romeinse villa Voerendaal-Ten Hove, restant van een Romeinse villa.
- Drie Kalkovens aan de Midweg
  - Kalkoven Midweg en Geologisch monument Groeve Midweg
  - Kalkoven Amerikaanse Branderij
  - Kalkoven Kasteel Haren (met Groeve Moonen)
- Kalkoven Winthagen
- De Kunradersteengroeve van Kunrader kalk
- Diverse 18e-eeuwse boerderijen:
  - Hoeve Ten Hoven, Steinweg 7, gesloten hoeve van 1714
  - Hoeve Lindelauf, Valkenburgerweg 46, van 1724
  - Hoeve Heerlerweg 103, van 1718
  - Hoeve Overst-Voerendaal, Overst-Voerendaal 4, van 1791

Zie ook
- Lijst van rijksmonumenten in Voerendaal

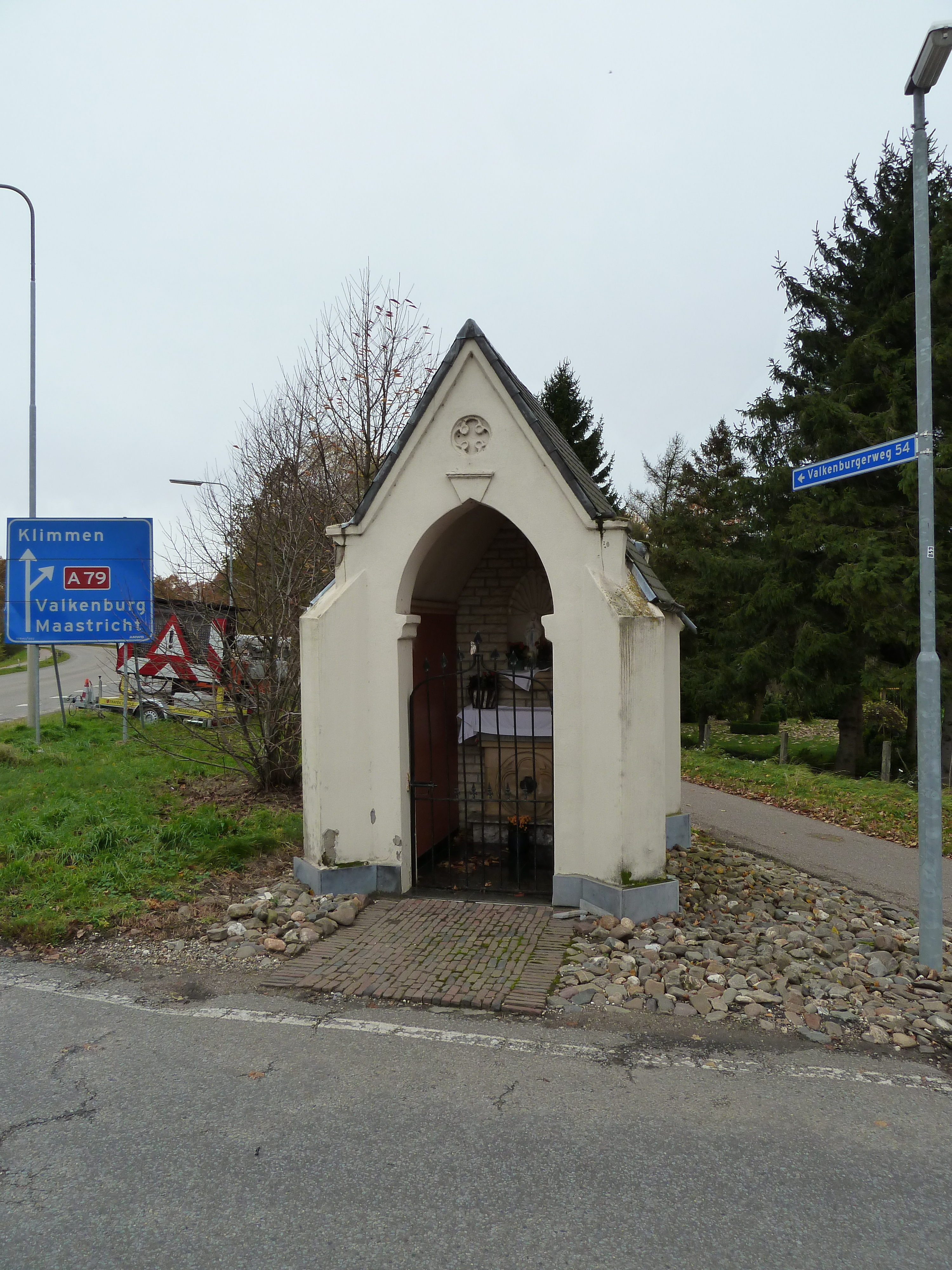
Kapel Valkenburgerweg-Tenelenweg
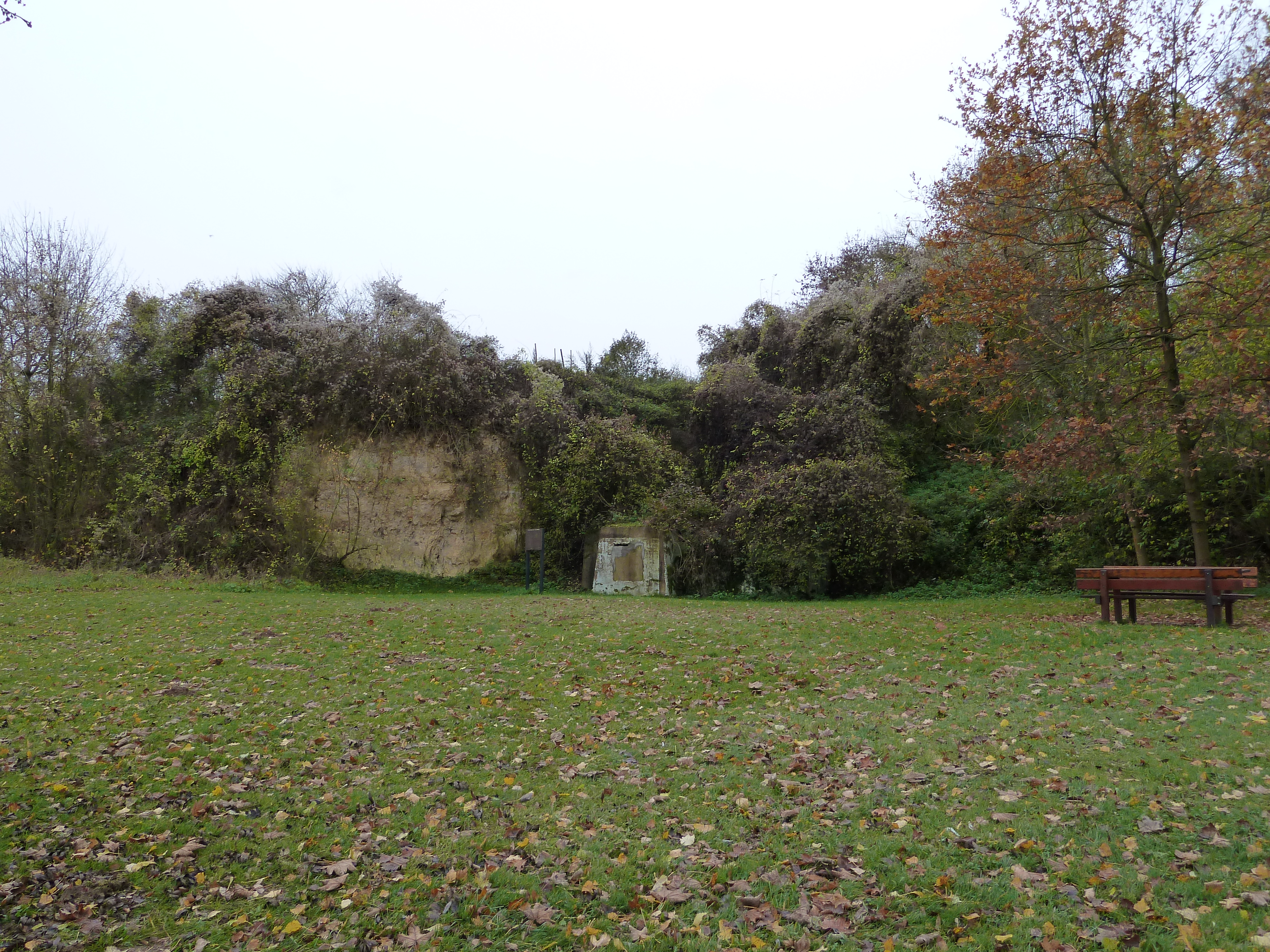
Geologisch monument Groeve Midweg
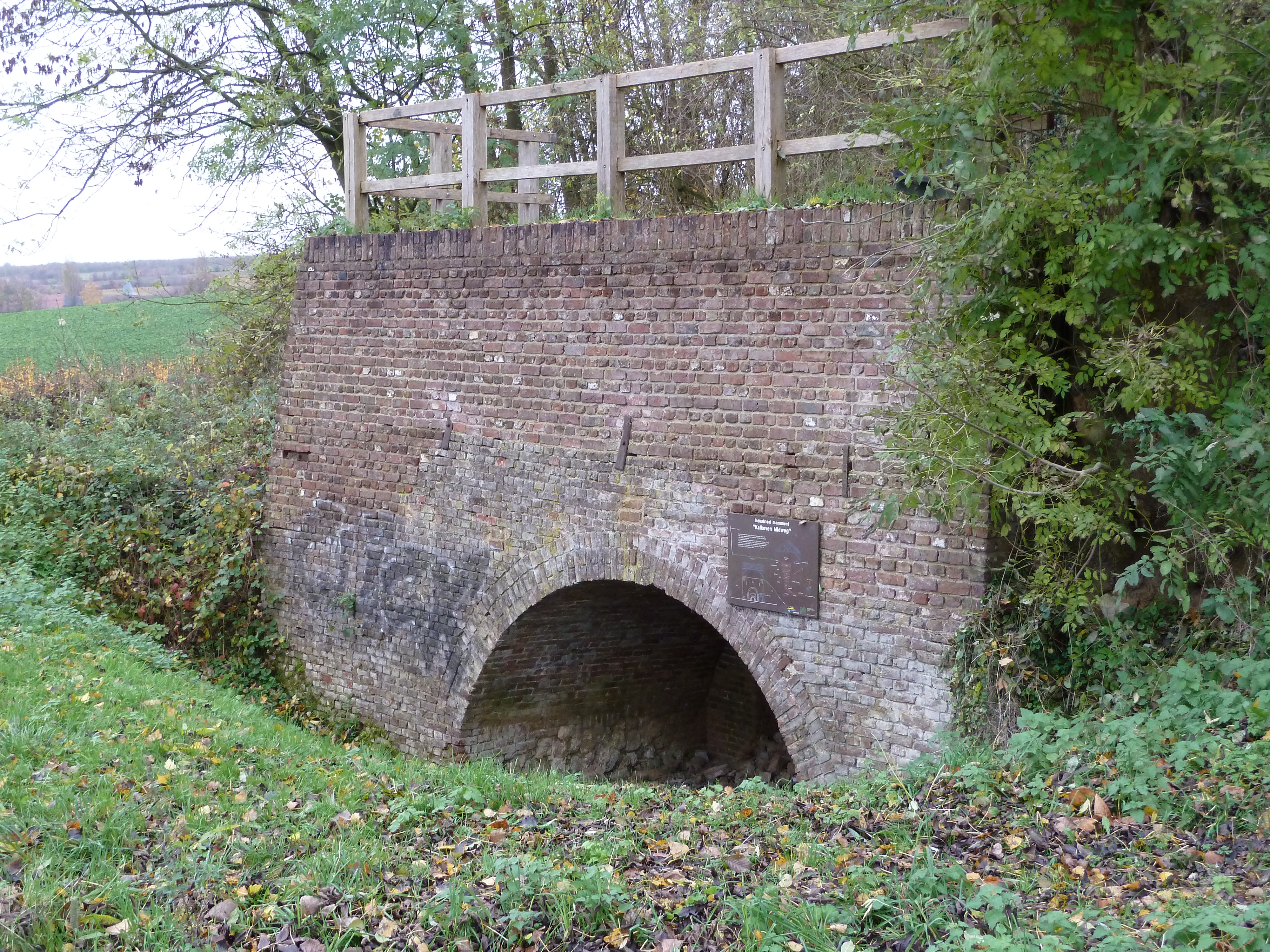
Industrieel monument Kalkoven Midweg
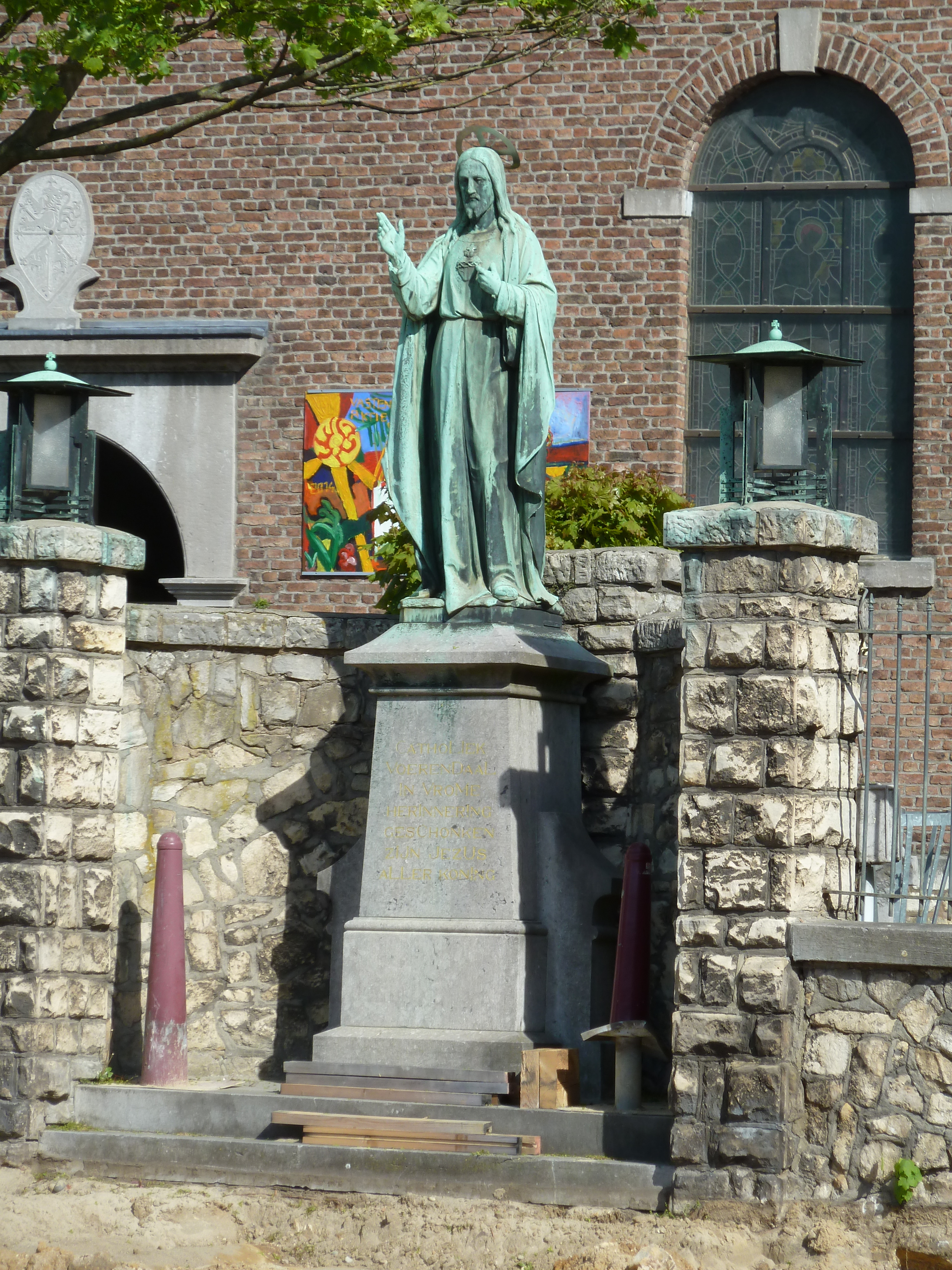
Heilig Hartbeeld bij de kerk

## Verkeer
Voerendaal heeft een halte aan de spoorlijn Maastricht-Heerlen. Het station Voerendaal werd geopend in 1915 en is een van de twee stations binnen de gemeentegrenzen. Het voormalige stationsgebouw is nooit gesloopt.

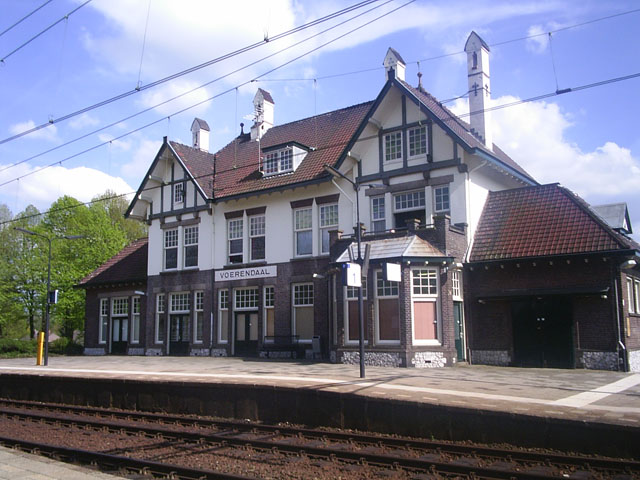
Stationsgebouw

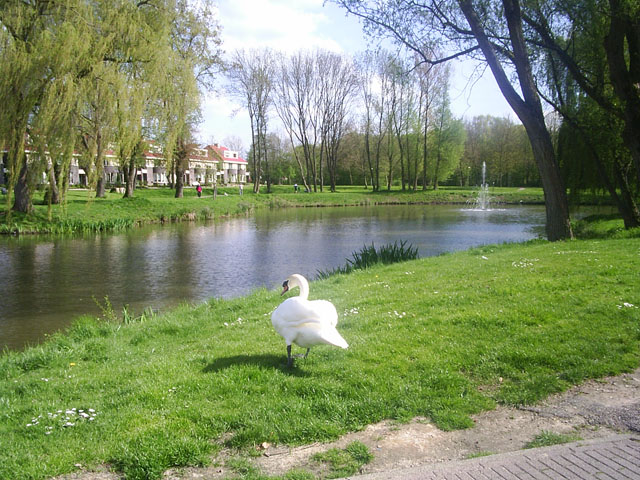
Vijverpark

Indeling van het kadaster in secties en bladen van de gemeente Voerendaal in 1822.

## Geboren
- Leo Moulen (1882-1966), limonade-en mineraalwaterfabrikant. Uitvinder van het voor de Tweede Wereldoorlog bekende Noca Nola.
- Joep Franssen (1899-1975), wegwielrenner
- Wiel Oehlen (1950), dichter
- Luc Steins (1995), handballer
- Ivo Steins (1992), handballer

## Verenigingen
- Voetbalclub RKVV Voerendaal
- Koninklijke Schutterij Sint-Sebastianus Voerendaal
- Muziekvereniging Voerendaal
- Carnavalsvereniging de Naate Voerendaal
- Scouting Voerendaal
- Carnavalsvereniging de Kaatboere, Kunrade
- Buurtvereniging Kundesjheem - 1986 - heden - In Kunrade de grootste buurtvereniging
- Buurtvereniging ut Baneblöksje - Een van de grootste buurtverenigingen in Voerendaal
- SchaakVereniging Voerendaal, schaakvereniging die in het seizoen 2008-2009 uitkwam in de Meesterklasse.
- Gymnastiekvereniging Furenthela Voerendaal
- Judoclub Voerendaal
- Tafeltennisvereniging Sempre Avanti Voerendaal
- Volleybalclub VC Voerendaal
- Basketbalclub Giants Voerendaal
- Zwemvereniging ZV Voerendaal
- Bromfietsclub De Kompels - club voor klassieke bromfietsen
- Handbalvereniging HV Gemini
- Heemkunde Voerendaal - Kernen Voerendaal, Kunrade en Ubachsberg
- Uitvaartvereniging Voerendaal

## Nabijgelegen kernen
Kunrade, Hoensbroek (Nieuw Lotbroek), Klimmen